# Eubria
Eubria är ett släkte av skalbaggar som beskrevs av Ernst Friedrich Germar 1818. Eubria ingår i familjen Psephenidae.
Släktet innehåller bara arten Eubria palustris. Eubria är enda släktet i familjen Psephenidae.

## Bildgalleri

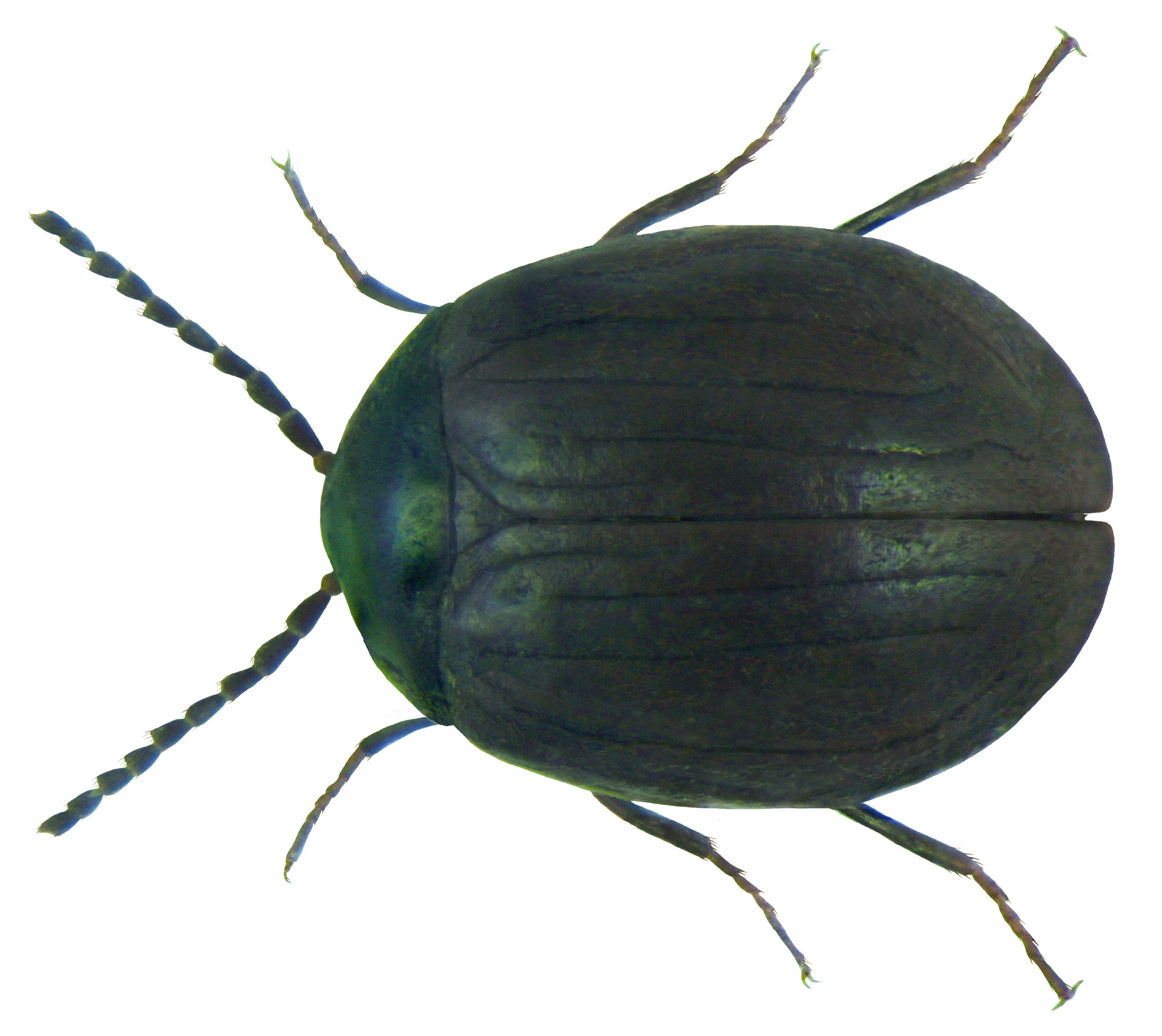
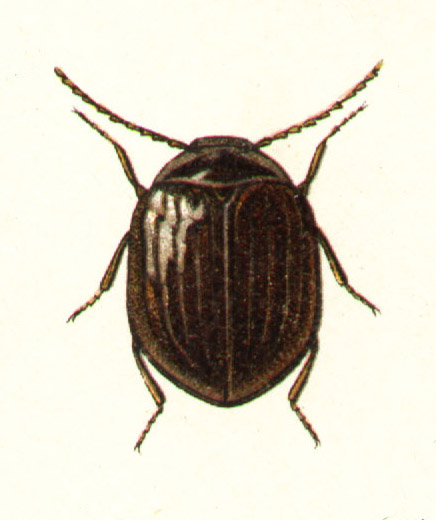